# Columbus Riverdragons 2002-2003
La stagione 2002-03 dei Columbus Riverdragons fu la 2ª nella NBA D-League per la franchigia.
I Columbus Riverdragons arrivarono quinti nella NBA D-League con un record di 23-27, non qualificandosi per i play-off.

## Roster
| N° | Naz.                               | Ruolo | Sportivo          | Anno | Alt. | Peso |
| -- | ---------------------------------- | ----- | ----------------- | ---- | ---- | ---- |
| 4  | Stati Uniti (bandiera)             | A     | Jermaine Walker   | 1977 | 201  | 102  |
| 6  | Stati Uniti (bandiera)             | A     | Nate Green        | 1977 | 196  | 190  |
| 8  | Stati Uniti (bandiera)             | A     | Tang Hamilton     | 1978 | 203  | 100  |
| 11 | Stati Uniti (bandiera)             | G     | Saul Smith        | 1979 | 188  | 79   |
| 15 | Stati Uniti (bandiera)             | AC    | Sean Daugherty    | 1975 | 211  | 107  |
| 21 | Stati Uniti (bandiera)             | G     | Jeremy Veal       | 1976 | 191  | 84   |
| 24 | Stati Uniti (bandiera)             | A     | Nate Johnson      | 1977 | 198  | 98   |
| 30 | Stati Uniti (bandiera)             | A     | Derek Strong      | 1968 | 203  | 100  |
| 32 | Stati Uniti (bandiera)             | A     | Greg Stempin      | 1979 | 203  | 100  |
| 33 | Stati Uniti (bandiera)             | G     | Sean Peterson     | 1979 | 185  | 75   |
| 42 | Stati Uniti (bandiera)             | AC    | Tyrone Washington | 1976 | 208  | 117  |
| 44 | Stati Uniti (bandiera)             | C     | Shawn Igo         | 1975 | 208  | 102  |
| 45 | Stati Uniti (bandiera)             | C     | Lonnie Jones      | 1979 | 213  | 103  |
| 52 | Isole Vergini Americane (bandiera) | C     | Kitwana Rhymer    | 1978 | 208  | 116  |
| 54 | Stati Uniti (bandiera)             | A     | Marcus Evans      | 1979 | 206  | 113  |
|    | Stati Uniti (bandiera)             | C     | Jonathan Kerner   | 1974 | 211  | 111  |
|    | Stati Uniti (bandiera)             | A     | Eric Williams     | 1978 | 203  | 110  |

## Staff tecnico
- Allenatore: Jeff Malone
- Vice-allenatore: Robert Werdann